# Кунитцер, Юлиуш
Юлиуш Кароль Кунитцер (пол. Juliusz Karol Kunitzer; нем. Julius Kunitzer; 19 октября 1843 года, Пшедбуж ― 30 сентября 1905 года, Лодзь) ― польский промышленник, экономист и филантроп немецкого происхождения. Один из крупнейших промышленных магнатов Лодзи, владелец текстильной фабрики и учредитель акционерного общества.
Оценки личности Кунитцера противоречивы. Среди промышленных и финансовых элит Лодзи он был известен как проницательный предприниматель и «хлопковый король», который стал магнатом благодаря своим личным навыкам и удаче и был уважаем за это, а также за свою благотворительную деятельность и прочие общественно-полезные инициативы. Для многих других ― особенно для радикалов и социалистов, он был злобным эксплуататором трудящихся и лидером антирабочей группы промышленников. Он также был объектом неприязни со стороны многих националистически настроенных поляков из-за своего тесного сотрудничества с российскими властями. В конце концов он был убит активистами Польской социалистической партии после подавления восстания в Лодзи в 1905 году.

## Биография

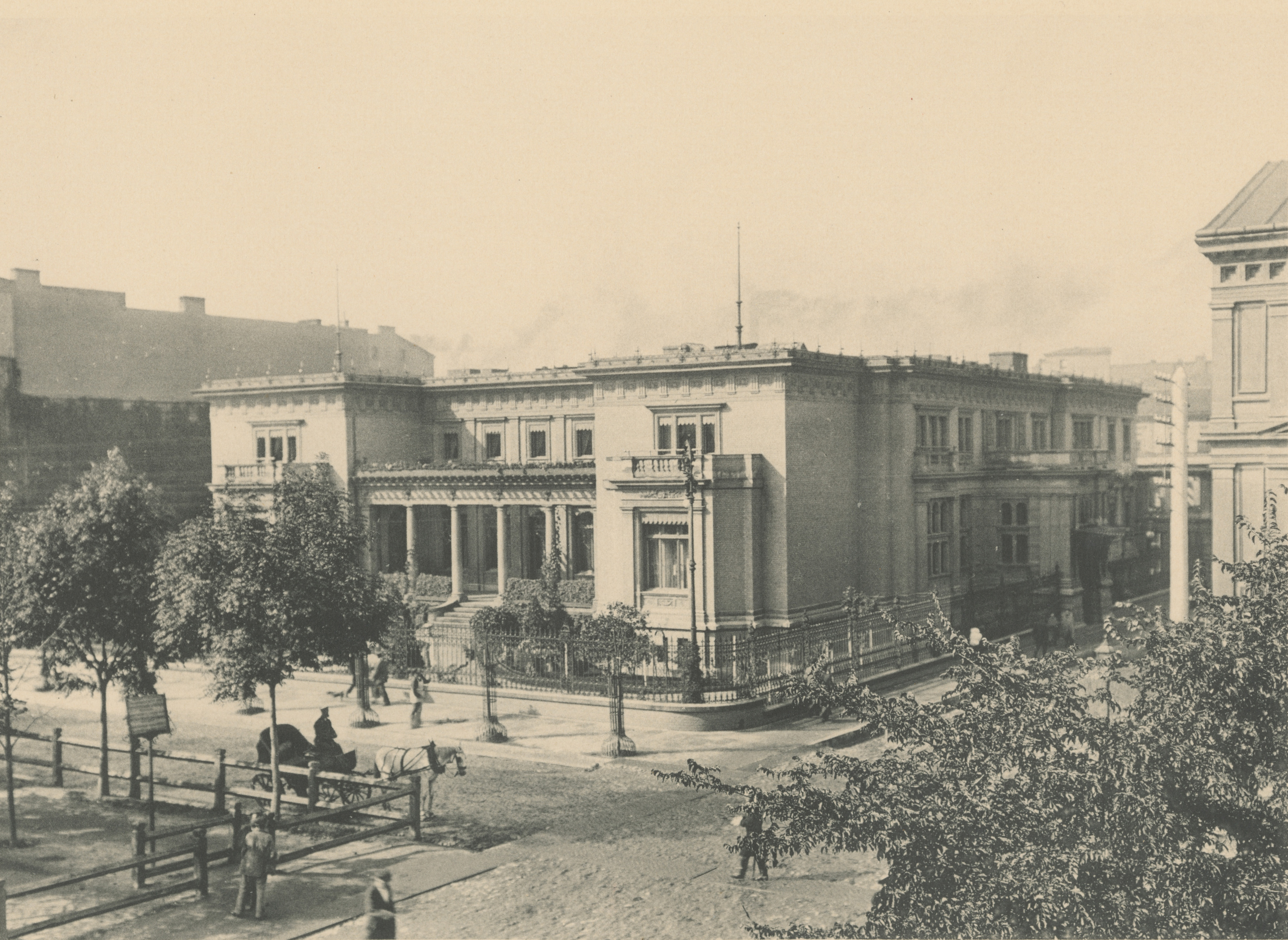
Вилла Кунитцера, ул. Спацерова, 15, Лодзь

Юлиуш Кунитцер родился 19 сентября 1843 года в городе Пшедбуж, Царство Польское. Его предки были немецкими бюргерами, которые поселились в Польше в 1830-х годах. Сам Кунитцер публично назвал себя поляком, в том числе в своей речи на съезде российских купцов в Нижнем Новгороде, которая вызвала краткую сенсацию. Его отец, Якуб, был ткачом по профессии и умер в 1850 году, после чего Юлиуш со своей матерью переехал в Тынец. Молодой Кунитцер, следуя по стопам отца, также стал ткачом.
Приехал в Лодзь в 1855 году. Устроился на работу в фабрику Э. Хентшля, где быстро перешёл на руководящие должности. В 1869 году он женился на Агнешке Мейер, сестре промышленника Людвика Мейера. На полученное приданое от своей жены инвестировал в строительство нового завода, который начал работу уже в следующем году. В партнёрстве с Людвиком Мейером в 1874 году он купил фабрику Хентшля, которая пострадала во время пожара и основал компанию «Kunitzer i Meyer». В 1879 году он вышел из этого партнерства, построил хлопчатобумажную фабрику в деревне Видзев под Лодзью и начал строительство ещё одной в сотрудничестве с Теодором Юлиусом Гейнцелем. В течение следующих нескольких десятилетий его фабричный комплекс значительно расширился: была построена железнодорожная линия, жильё для рабочих (150 домов), больница, школа, церковь, магазины и ряд других зданий, в результате чего Видзев превратился из деревни в городской район Лодзи. 

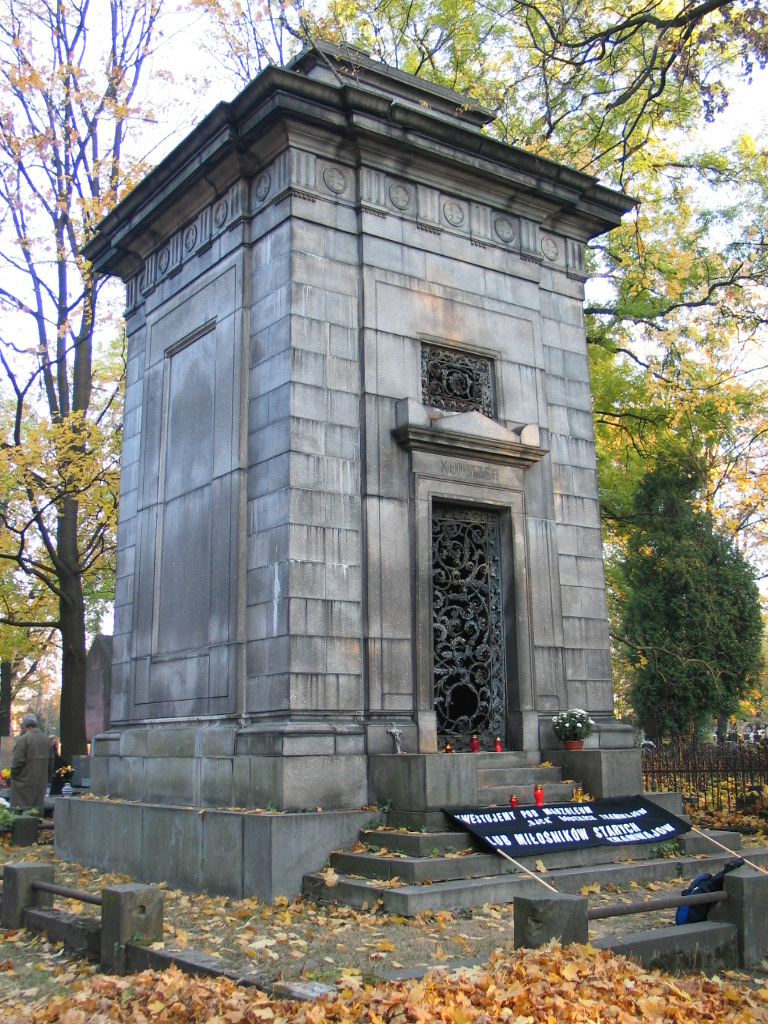
Мавзолей Кунитцера на Старом Лодзинском кладбище

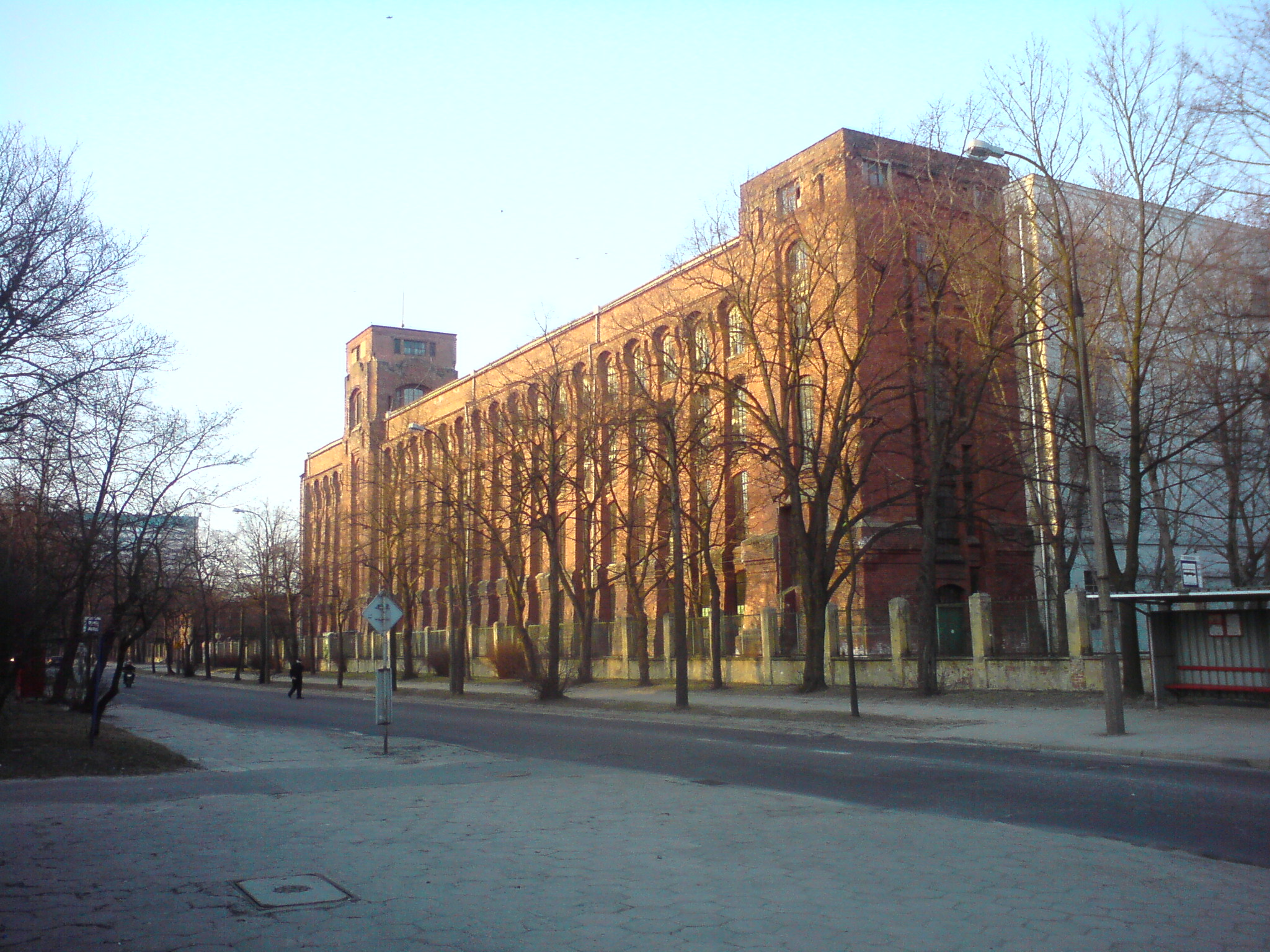
Завод Heinzel & Kunitzer, Лодзь-Видзев (2011)

Кунитцер также принимал участие в постройке электрической железной дороги (акционерные общества Koleje Elektryczne Łódzke SA и Łódzkie Wąskotorowe Elektryczne Koleje Dojazdowe SA) и в компании по импорту угля (Konsorcjum Węglowe «Kunitzer et Co.»). Он был членом совета директоров многих коммерческих организаций (например, Bank Handlowy). Также активно инвестировал в предприятия за пределами польских территорий, например, в России, где он проявлял интерес к добыче железа и металлургии в целом. Был известен как филантроп и в течение многих лет председательствовал в Лодзинском христианском обществе доброй воли.
Вместе с тем многие рабочие в Лодзи ненавидели его из-за особенно жестокого обращения на его фабриках, а также из-за того, что он находился в тесном контакте с российскими властями. Кунитцер часто отказывал своим работникам в зарплате, чтобы «научить их разуму», фактически угрожая им голодом; в частности, он прибегал к таким мерам, чтобы противостоять забастовкам на его фабриках. Рабочие на его предприятиях часто сталкивались со штрафами. В отчёте фабричной инспекции от 1886 года указывалось, что на фабрике Кунитцера, в которой работало 860 человек, не было комнаты для оказания первой медицинской помощи, где врач мог бы помочь или хотя бы осмотреть раненого работника. На фабриках Кунитцера заработная плата в Лодзи была одной из самых низких. В 1893 году в отношении Кунитцера была совершена попытка покушения.
30 сентября 1905 года промышленник был убит активистами Польской социалистической партии после подавления восстания в Лодзи в 1905 году, когда он отказался от каких-либо уступок рабочим. Один из нападавших, Адольф Шульц, был схвачен, второму же удалось сбежать с места преступления. Нападавший признался, что мотивом преступления была нищета сотен рабочих, которые были жертвами эксплуатации со стороны Кунитцера. Убийство промышленника стало темой дня для польских и русских газет; это событие было осуждено консервативными изданиям и высоко оценено радикально-социалистическими. Его похороны 3 октября того же года собрали тысячи людей. Он был похоронен на Старом кладбище. На могиле было установлено простое черное надгробие.
В 1906 году на предприятии Heinzel & Kunitzer работало 3 343 человека. Его доля в компании была выкуплена у наследников Юлиусом Гейнцелем и итальянцами Танфани и Фаринолой. 